# Let's Go (Rancid)
Let's Go is het tweede studioalbum van de Amerikaanse punkband Rancid. Het was het eerste studioalbum met tweede gitarist Lars Frederiksen.

## Achtergrond
Het album was in eerste instantie bedoeld als een dubbelalbum, maar de 23 nummers zijn uiteindelijk toch op een cd gezet. De vinyl-versie van het album is wel een dubbelalbum met twee 10"-lp's.
Het nummer "Salvation" is te horen in het computerspel Guitar Hero II voor de Xbox 360.

## Nummers
Alle nummers zijn geschreven door Tim Armstrong en Matt Freeman, behalve waar anders genoteerd.
1. "Nihilism" - 2:02
2. "Radio" (T.Armstrong/B.Armstrong/Freeman) - 2:51
3. "Side Kick" - 2:01 (Armstrong/Erica White)
4. "Salvation" - 2:54
5. "Tenderloin" - 1:32
6. "Let's Go" - 1:26
7. "As One" - 1:34
8. "Burn" (Armstrong/Freeman/Eric Raider) - 2:11
9. "The Ballad Of Jimmy & Johnny" - 1:39
10. "Gunshot" - 1:50
11. "I Am The One" - 1:57
12. "Gave It Away" - 1:13
13. "Ghetto Box" - 1:11
14. "Harry Bridges" - 2:21
15. "Black & Blue" - 1:59
16. "St. Mary" (Armstrong/Freeman/Frederiksen) - 2:09
17. "Dope Sick Girl" - 2:15
18. "International Cover-Up" - 1:44
19. "Solidarity" - 1:31
20. "Midnight" - 1:55
21. "Motorcycle Ride" - 1:20
22. "Name" (Armstrong/Freeman/Eric Dinn) - 2:12
23. "7 Years Down" - 2:35

## Muzikanten
Band
- Tim Armstrong - zang, gitaar
- Lars Frederiksen - gitaar, zang
- Matt Freeman - basgitaar, achtergrondzang, leidende zang op tracks 5, 10 en 15
- Brett Reed - drums

Aanvullende muzikanten
- Billie Joe Armstrong - mede-schrijver en gitaar in het nummer "Radio"